# Tipula rufescens
Tipula rufescens är en tvåvingeart som beskrevs av Westhoff 1879. Tipula rufescens ingår i släktet Tipula och familjen storharkrankar. Inga underarter finns listade i Catalogue of Life.